# Gomphurus lineatifrons
Gomphurus lineatifrons – gatunek ważki z rodziny gadziogłówkowatych (Gomphidae). Występuje we wschodniej połowie USA.